# 大堀川 (千葉県)

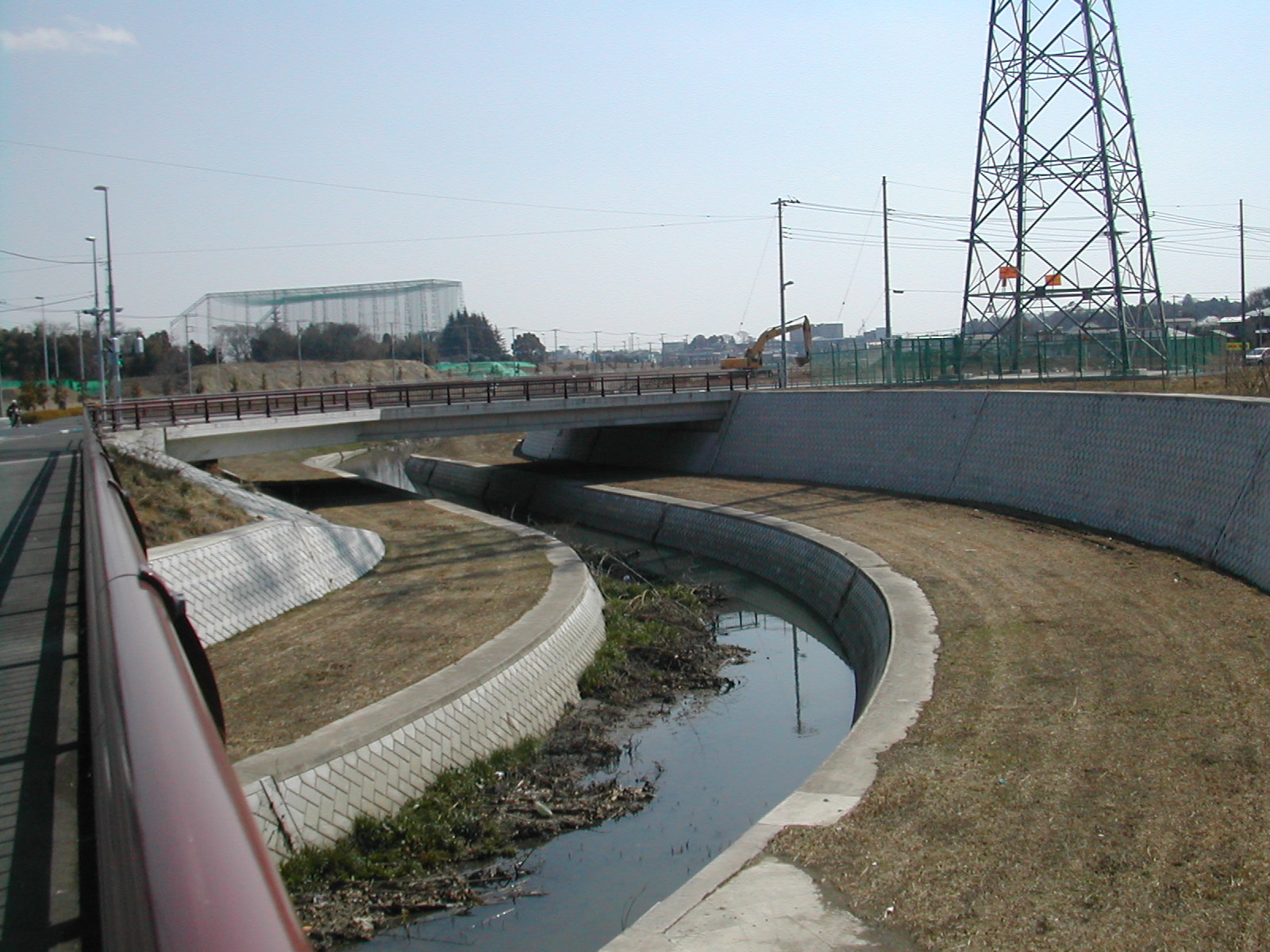
大堀川（流山おおたかの森駅付近）

大堀川（おおほりがわ）は、千葉県北西部を流れる一級河川。利根川水系の支流である。

## 地理
千葉県流山市おおたかの森北付近に源を発し、はじめは南に流れ、新駒木橋付近で流路を東に変えて流れる。途中、こんぶくろ池方面から流れてきた水など（地金掘）を合わせながら手賀沼に注ぐ。流山市駒木と流山市美田の境界付近より下流が一級河川に指定されている。

## 歴史
歴史ある寺社が育んできた社寺林を中心とした樹林環境が、昔のままあまり変わらないで残っている。古くは米づくりを生業としていたこの地域では、五穀豊穣と家内安全を祈願する民俗文化や、水を支配するといわれる龍神への信仰もある。
江戸時代、利根川や手賀沼でとれたウナギが人気だった。利根川からのものは布施から、手賀沼からのものは戸張から大堀川の方へ集められた。
布施から約一時間の大堀川で、高田の台地（千葉県柏市）から流れ出る清水につけてそのウナギの生気を取り戻したという。そして加村（現流山市）へ送られた。
そのことから、「ウナギの水切り場」という史跡が残されている。

## 水源
支流である地金掘の水源、こんぶくろ池や弁天池などは自然湧水であるが、大堀川本川やその他の支川はすべて生活排水や雨水が水源となっている。

## 支流
- 地金掘

## 橋梁
上流より
- （橋）（茨城県道・千葉県道47号守谷流山線）
- つくばエクスプレス - 鉄道橋
- 美田駒木橋（市道）
- おおたかの森橋（市道）
- 十太夫橋（市道）
- 新駒木橋（千葉県道279号豊四季停車場高田原線）
- 駒木橋（市道）
- 青葉橋（市道）
- 新橋（市道）
- 新堤橋（市道）
- 勝橋（市道）
- 高田橋（市道）
- 昭和橋（市道）
- 初音橋（国道16号）
- 松ヶ崎橋（市道）
- 木崎橋（市道）
- 呼塚橋（国道6号）
- JR常磐線 - 鉄道橋
- 北柏橋（市道）
- 柏ふるさと大橋（市道）

## 流域の公園・施設等
上流より
- 流山市立小山小学校
- 大堀川水辺公園
- 北総クリニック
- かしわで農産物直売所
- 柏市立高田小学校
- 高田緑地・高田図書館
- 柏厚生総合病院
- 柏市立柏第五中学校
- 土地改良事務所
- 手賀沼下水道事務所
- 大堀川防災レクリエーション公園
- 千葉県立柏中央高等学校
- 東京慈恵会医科大学附属柏病院
- 柏ふるさと公園

### 大堀川リバーサイドパーク

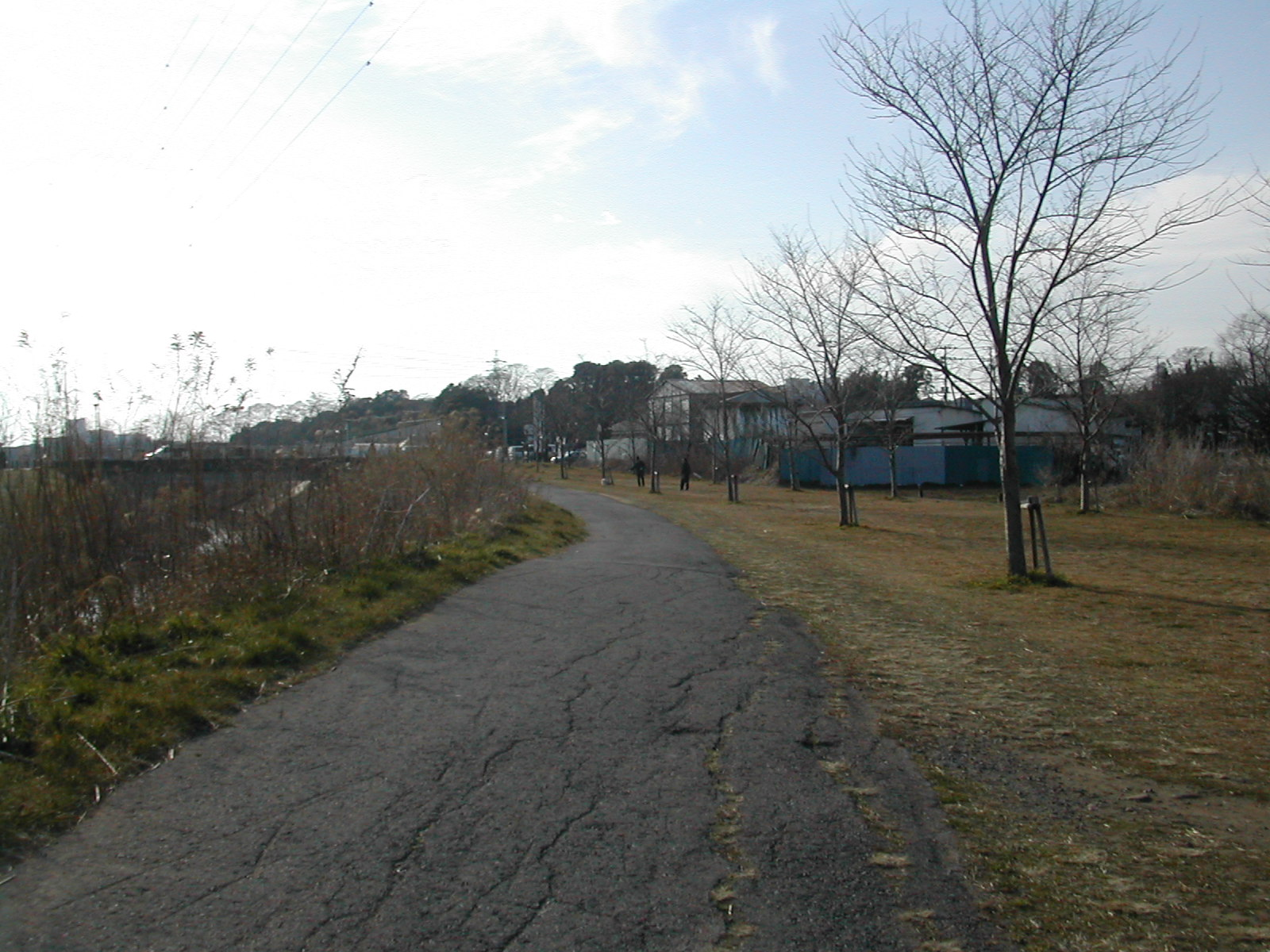
大堀川リバーサイドパーク

大堀川リバーサイドパークとは、大堀川沿いに整備された人・自転車専用の遊歩道である。延長は3.77kmあり、2007年3月18日に全面開通した。桜の植樹が進められており、3月下旬から4月上旬にかけて桜が見ごろになる。

## 北千葉導水路
北千葉導水路は一部の大堀川沿いに敷設されており、途中には大堀川注水施設がある。そこから一部の水が浄化用水として大堀川に流されている。近年、大堀川にサケが遡上したのは大堀川の水がきれいになったからという説もあるが、実際は北千葉導水路から流入した利根川の水で勘違いをしたものと考えられている。

## 樋管

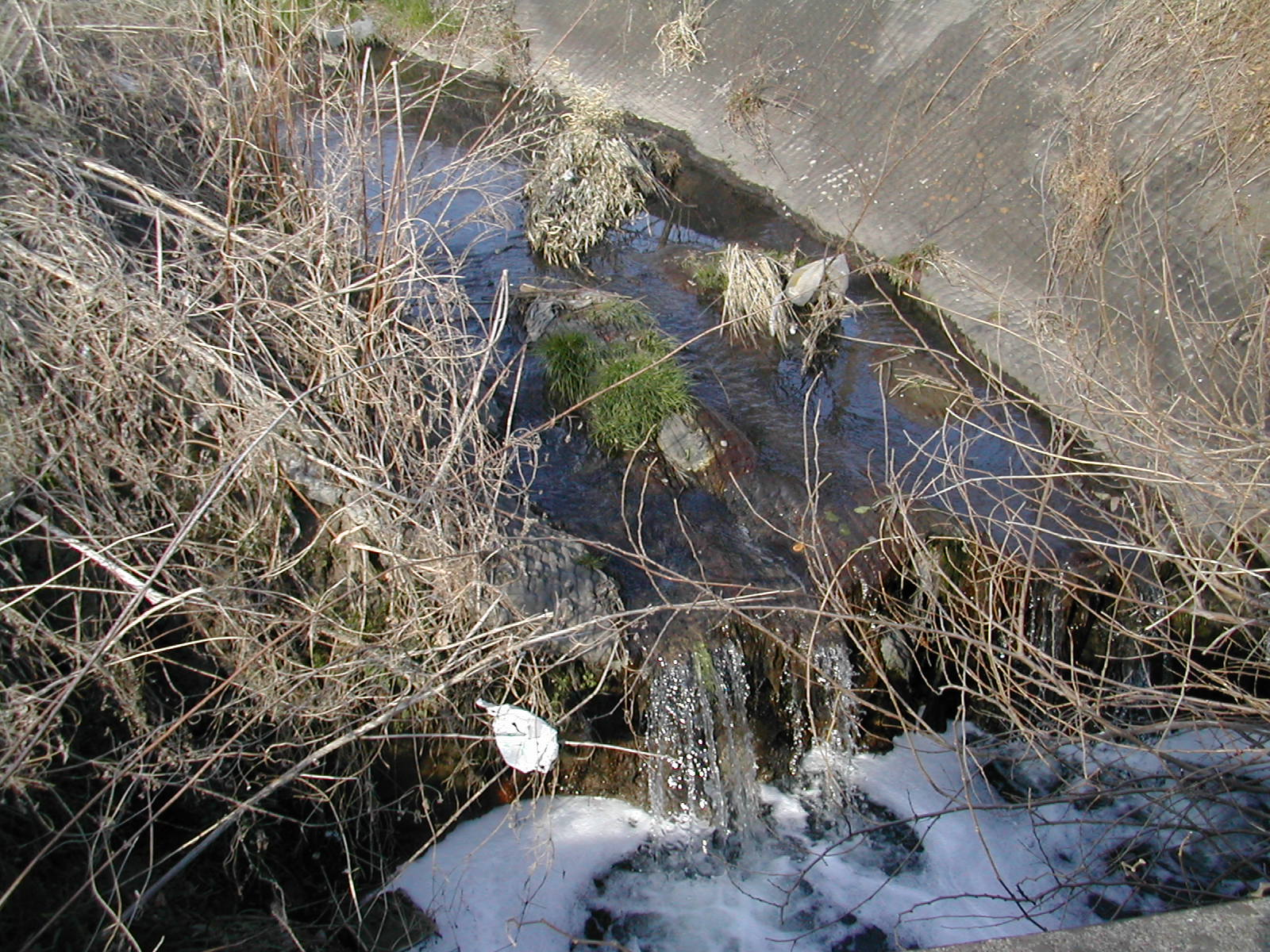
大堀川の支川のひとつ。天神前樋管付近にて

大堀川には支川への逆流防止のため、いくつかの樋管が存在する。

上流より
- 駒木第二樋管
- 駒木第一樋管
- 遠上樋管
- 後原下樋管
- 天神前樋管
- 寺前樋管
- 西前田樋管
- 内野樋管
- 谷中上樋管
- 谷中下樋管
- 篠塚樋管
- 篠篭田橋樋管
- 初音樋管
- 羽中樋管
- 木崎台樋管
- 木崎樋管
- 地金堀樋管
- （名称不明）
- 柏下樋管

## 生態系
大堀川には、コイやフナをはじめ、クチボソ、川エビ、さらにはサケも迷い込む。また、キジやカワセミなどの野鳥の生息空間ともなっている。

## 水質
近年の化学的酸素要求量（COD）の値の動き（測定場所はすべて北柏橋、値は公共用水域水質測定地点一覧（河川）34北柏橋による）
| 年度 | COD(mg/L) |
| ---- | --------- |
| 1998 | 11        |
| 1999 | 10        |
| 2000 | 9         |
| 2001 | 8.6       |
| 2002 | 8.8       |
| 2003 | 6.8       |
| 2004 | 5.7       |
| 2005 | 5.6       |
| 2006 | 6.1       |